# Banwa (Burkina Faso)
Pour les articles homonymes, voir Banwa.
Les Banwa sont une des 45 provinces du Burkina Faso située dans la région de la Boucle du Mouhoun.

## Géographie

### Situation
La province est frontalière du Mali à l'ouest, de la région des Hauts-Bassins au sud, de la province du Mouhoun à l'est et de la province de la Kossi au nord.

### Démographie
- 158 963 habitants (27,00 hab./km2) recensés en 1985[2],[3].
- 215 297 habitants (36,57 hab./km2) recensés en 1996[2].
- 249 104 habitants (42,31 hab./km2) estimés en 2003[4].
- 269 375 habitants (45,75 hab./km2)  recensés en 2006[2],[5].
- 297 234 habitants (51,23 hab./km2) estimés en 2010[6].
- 345 749 habitants (58,72 hab./km2)  recensés en 2019[1].

### Principales localités
Ne sont listées ici que les localités de la province ayant atteint au moins 4 000 habitants dans les derniers recensements (ou estimations de source officielles). Les données détaillées par ville, secteur ou village du dernier recensement général de 2019 ne sont pas encore publiées par l'INSD (en dehors des données préliminaires par département).
| Ville ou village              | Coordonnées                 | Alt.  | Population | Population  |
| Ville ou village              | Coordonnées                 | Alt.  | Est. 1996  | Rec. 2006   |
| ----------------------------- | --------------------------- | ----- | ---------- | ----------- |
| Solenzo (ou Solenso, Salanso) | 12° 10′ 60″ N, 4° 04′ 60″ O | 308 m | 9 813 hab. | 16 850 hab. |
| Kouka                         | 11° 53′ 48″ N, 4° 20′ 34″ O |       |            | 12 878 hab. |
| Bèna                          | 12° 04′ 50″ N, 4° 11′ 20″ O |       |            | 11 595 hab. |
| Daboura                       | 12° 13′ 35″ N, 3° 55′ 46″ O |       |            | 7 697 hab.  |
| Sanaba                        | 12° 24′ 24″ N, 3° 48′ 51″ O |       |            | 7 112 hab.  |
| Ziga                          | 12° 22′ 00″ N, 3° 48′ 00″ O | 304 m | 6 653 hab. | 6 963 hab.  |

## Administration

### Départements ou communes

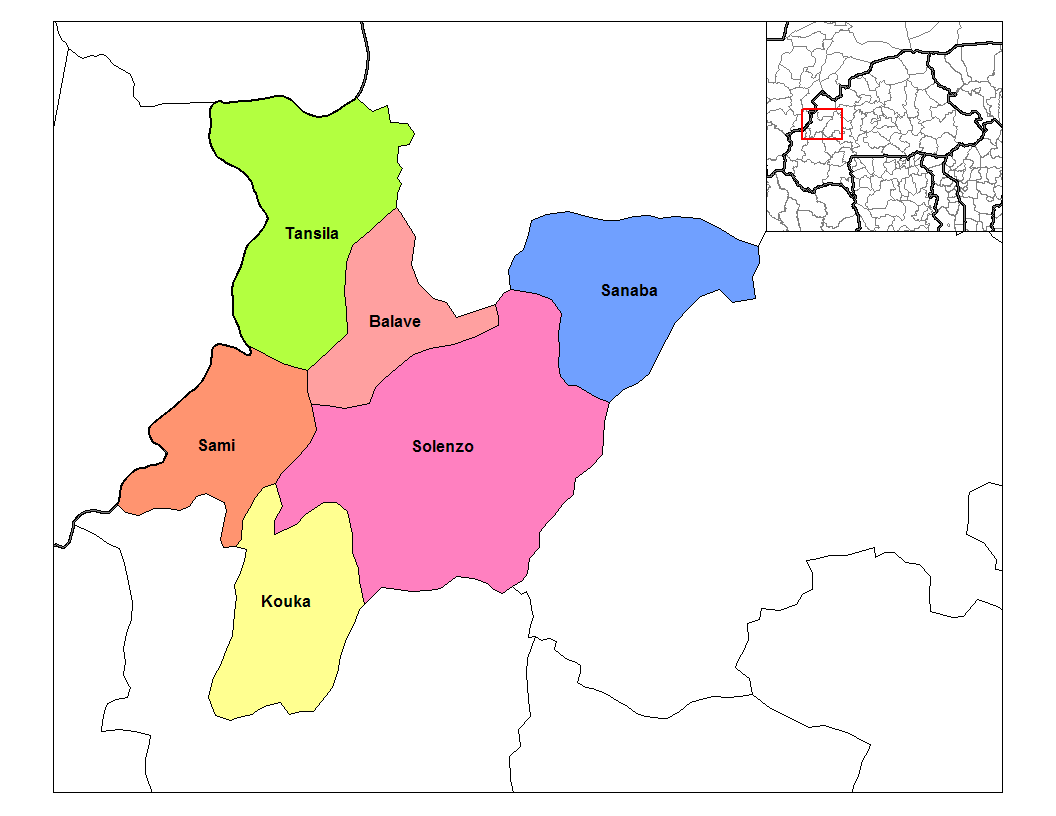
Localisation des six départements ou communes de la province des Banwa, formant également le district sanitaire de Solenzo.

La province des Banwa est administrativement composée de six départements.
Cinq sont des communes rurales, Solenzo est une commune urbaine dont la ville chef-lieu, subdivisée en quatre secteurs urbains, est également chef-lieu de la province :
| Département ou commune        | Type de commune            | Subdivisions,                        | Chef-lieu                                             | Population | Population | Population |
| Département ou commune        | Type de commune            | Subdivisions,                        | Chef-lieu                                             | Est. 2003  | Rec. 2006  | Rec. 2019  |
| ----------------------------- | -------------------------- | ------------------------------------ | ----------------------------------------------------- | ---------- | ---------- | ---------- |
| Balavé                        | rurale                     | 8 villages                           | Balavé                                                | 14 820     | 16 200     | 24 093     |
| Kouka                         | rurale                     | 17 villages                          | Kouka                                                 | 53 415     | 59 118     | 73 717     |
| Sami                          | rurale                     | 9 villages                           | Sami                                                  | 7 703      | 8 629      | 13 590     |
| Sanaba                        | rurale                     | 20 villages                          | Sanaba                                                | 29 525     | 33 009     | 38 021     |
| Solenzo (ou Solenso, Salanso) | urbaine                    | 1 ville (4 secteurs) et 30 villages  | Solenzo (ou Solenso, Salanso) (chef-lieu de province) | 115 927    | 104 969    | 157 596    |
| Tansila                       | rurale                     | 30 villages                          | Tansila                                               | 27 714     | 30 600     | 38 732     |
| 6 départements ou communes    | 6 départements ou communes | 1 ville (4 secteurs) et 114 villages | Total                                                 | 249 104    | 252 525    | 345 749    |

## Transports
C'est une province occidentale dont le chef-lieu, Solenzo, se trouve à environ 300 km de Ouagadougou par la route nationale 14.

## Santé et éducation
Les six communes de la province forment le district sanitaire de Solenzo au sein de la région.